# Ligue Conférence de l'UEFA
La Ligue Conférence de l'UEFA, parfois abrégée en C4, et anciennement dénommée Ligue Europa Conférence de l'UEFA (de 2021 à 2024), est une compétition annuelle de football organisée par l'Union des associations européennes de football (UEFA). Annoncée en 2018, la première édition de cette nouvelle compétition se tient lors de la saison 2021-2022.
Le vainqueur de la Ligue Conférence est directement qualifié pour la phase de ligue de la Ligue Europa de la saison suivante.
Chelsea est le tenant du titre en 2025.

## Histoire

### Création de la compétition
Après la suppression de la Coupe des coupes (C2) en 1999, et la suppression de la Coupe Intertoto en 2008, le football européen de clubs se joue sur deux compétitions, la Ligue des champions, rassemblant 32 équipes en phase de groupes, et la Ligue Europa regroupant 48 équipes en phase de groupes. Dès 2015, des discussions sont menées au sein de l'UEFA pour la création d'une troisième compétition de clubs, qui regrouperait les clubs éliminés des tours de qualification de la Ligue des champions et de la Ligue Europa, ou des clubs de petites associations, qui n'ont pas l'occasion de jouer des phases de groupes de Coupes d'Europe,,.
En septembre 2018, Andrea Agnelli, président de l'Association européenne des clubs, déclare que l'UEFA donne son feu vert à la création d'une troisième compétition, portant le nombre total de clubs participant aux compétitions à 96, à partir de la saison 2021-2022 ; ainsi les trois compétitions européennes de clubs compteront chacun 32 clubs à partir de leur phase de groupes respective. L'objectif de cette nouvelle compétition est de donner la chance à un plus grand nombre de clubs de participer à une phase de groupe de coupe d'Europe. Portant le nom de code de Ligue Europa 2, elle est officialisée le 2 décembre 2018 par le Comité exécutif de l'UEFA.
La compétition est baptisée UEFA Europa Conference League (en français : Ligue Europa Conférence de l'UEFA,) à l'issue du Comité exécutif de l'UEFA du 24 septembre 2019.
La compétition est rebaptisée UEFA Conference League (en français : Ligue Conférence de l'UEFA) à partir de la saison 2024-2025, par décision du Comité exécutif de l'UEFA du 28 juin 2023.

## Format

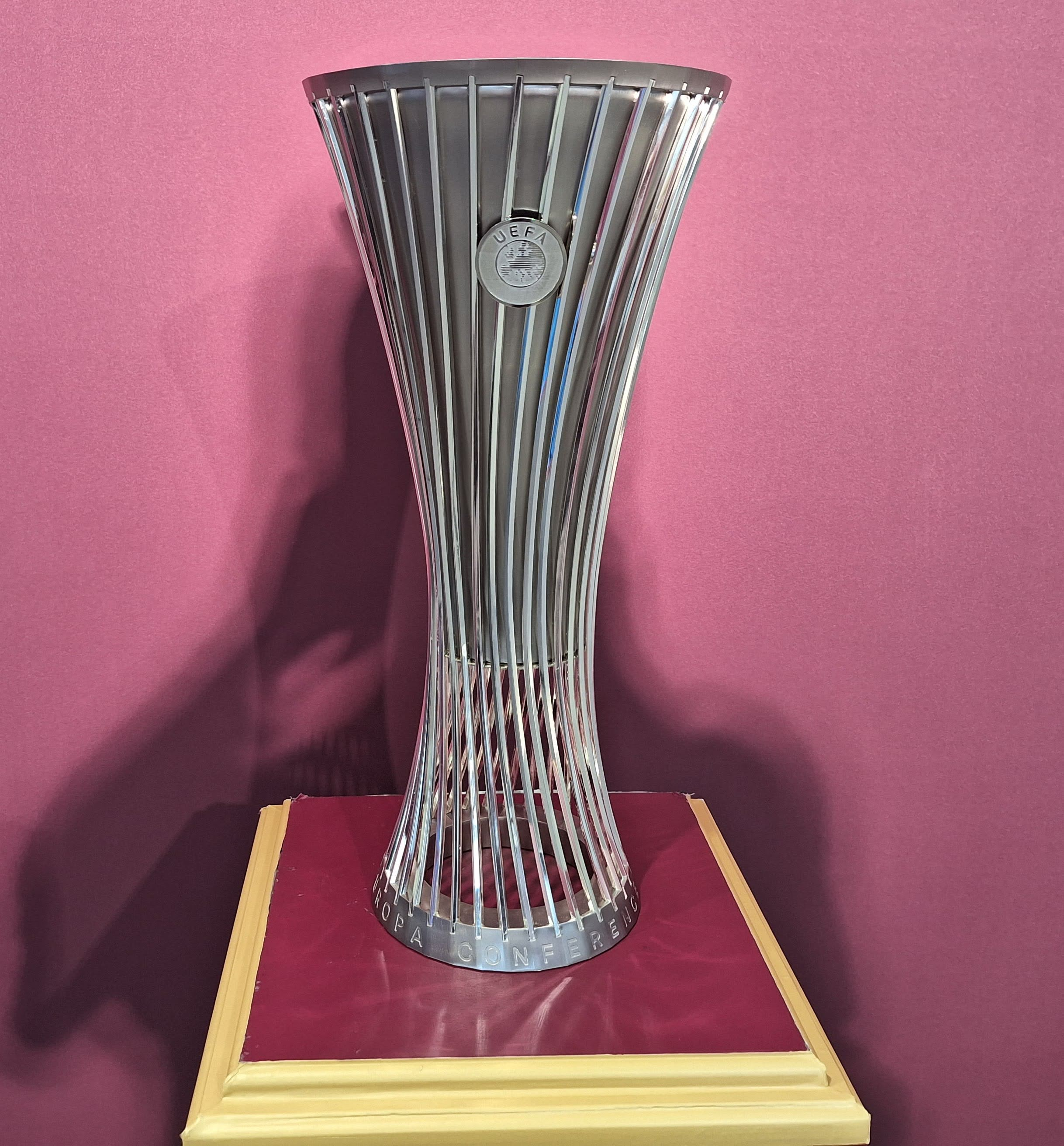
Le trophée de l'Europa Conference League exposé à West Ham United en 2023.

Le format de cette compétition est le même que la Ligue des champions et la Ligue Europa, ce qui veut dire : 
- Quatre tours de qualification, dont le dernier est dit de barrage. Les clubs sont séparés en deux séries de qualifications, l'une pour les champions nationaux (dite Voie des champions) et l'autre pour les non-champions (dite Voie principale). À partir du deuxième tour de qualification, des équipes éliminées de la Ligue des champions (uniquement les équipes éliminées au tour préliminaire et 1er tour de qualification) et de la Ligue Europa participent à chaque tour de cette phase.
- Une phase de groupes, qui consiste en huit mini-championnats de quatre équipes par groupe. Les deux premiers de chaque groupe poursuivent la compétition. En cas d'égalité de points entre deux ou plusieurs équipes, le classement est déterminé d'abord par la différence de points particulière entre les équipes à égalité puis la différence de buts particulière.
- Un barrage additionnel, constitué des équipes classées deuxièmes de groupe et les équipes classées troisièmes de leur groupe en Ligue Europa.
- Une phase finale, constituée des 16 équipes qualifiées lors de la phase de groupes et lors du barrage d'après poules, décomposée en huitièmes de finale, quarts de finale, et demi-finales.
- Une finale, sur un terrain neutre désigné deux ou trois ans auparavant. Une prolongation voire des tirs au but permettront de désigner le vainqueur en cas d'égalité à la fin du temps réglementaire.

Tous les matches sont disputés le jeudi, à l'exception de la finale.
Le vainqueur de la Ligue Conférence est directement qualifié pour la phase de groupes de la Ligue Europa de la saison suivante.
Le 19 avril 2021, en pleine crise en raison de l'annonce d'une Super Ligue européenne dissidente la veille, l'UEFA annonce un nouveau format pour ses compétitions européennes à partir de la saison 2024-2025. Pour la Ligue Conférence, la phase de groupes traditionnelle est remplacée par une phase de ligue unique, chaque club jouant contre six adversaires différents (trois matches à domicile et trois matches à l'extérieur). Les huit premiers se qualifient pour la phase à élimination directe, tandis que les clubs classés de la 9e à la 24e place jouent des barrages de qualification pour les huitièmes de finale. De plus, la compétition pourrait passer de 32 à 36 équipes.

### Détail des qualifications
La liste d'accès par association pour les saisons 2021 à 2024 est la suivante : 
| Classement UEFA |       |        |    |                         |                         |                         |                         |                         |                         |                         |
| Classement UEFA | Total | 16e f. | PG | Tours de qualifications | Tours de qualifications | Tours de qualifications | Tours de qualifications | Tours de qualifications | Tours de qualifications | Tours de qualifications |
| Classement UEFA | Total | 16e f. | PG | Non-champions           | Non-champions           | Non-champions           | Non-champions           | Champions               | Champions               | Champions               |
| Classement UEFA | Total | 16e f. | PG | TB                      | 3e                      | 2e                      | 1er                     | TB                      | 3e                      | 2e                      |
| --------------- | ----- | ------ | -- | ----------------------- | ----------------------- | ----------------------- | ----------------------- | ----------------------- | ----------------------- | ----------------------- |
| 1-5             | 1     |        |    | 1                       |                         |                         |                         |                         |                         |                         |
| 6-12            | 2     |        |    |                         | 1                       | 1                       |                         |                         |                         |                         |
| 13-15           | 2     |        |    |                         |                         | 2                       |                         |                         |                         |                         |
| 16-28           | 3     |        |    |                         |                         | 3                       |                         |                         |                         |                         |
| 29              | 3     |        |    |                         |                         | 2                       | 1                       |                         |                         |                         |
| 30-50           | 3     |        |    |                         |                         |                         | 3                       |                         |                         |                         |
| 51-55           | 2     |        |    |                         |                         |                         | 2                       |                         |                         |                         |
| Liechtenstein   | 1     |        |    |                         |                         |                         | 1                       |                         |                         |                         |
| Autres          | 46    | 8      | 10 | 3                       |                         |                         |                         | 5                       |                         | 20                      |
| Total           | 184   | 8      | 10 | 8                       | 7                       | 54                      | 72                      | 5                       | 0                       | 20                      |

Abréviations :
- TB : tour de barrages (dernier tour de qualification)
- PG : phase de groupes
- Autres : Les équipes éliminées de la Ligue des champions et de la Ligue Europa repêchées dans cette compétition.

## Autour de la compétition

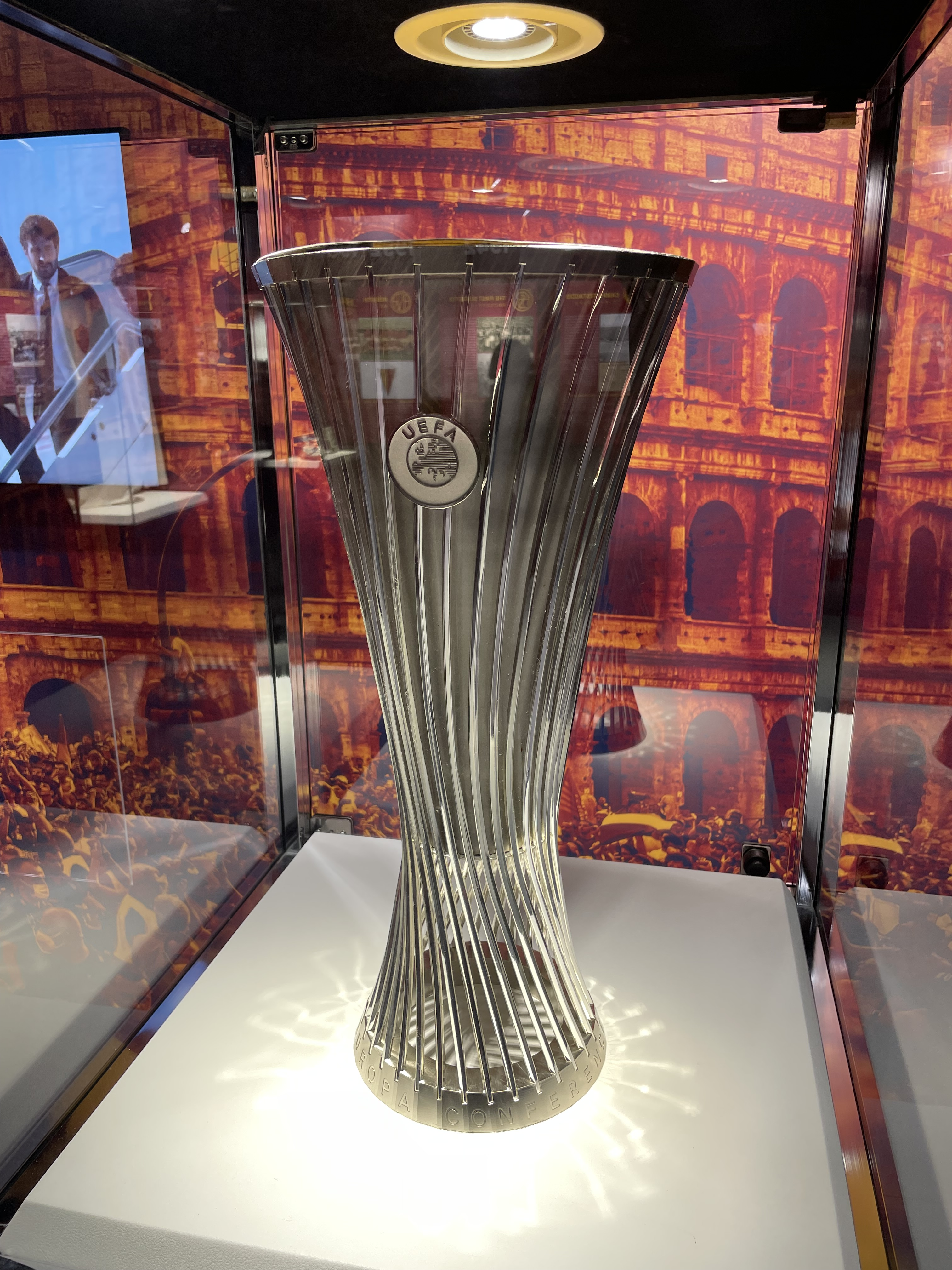
Le trophée officiel exposé à Rome.

### Trophée
Le trophée dessiné par Pentagram s'inspire du trophée de la Ligue Europa. Il est constitué de 32 épines hexagonales qui tournent autour de la base du trophée ; les 32 épines représentent les 32 équipes engagées en phase de groupe. Sa base et sa partie supérieure sont en cuivre tandis que les épines ont une finition argentée brillante. Il mesure 57,5 cm de haut et pèse 11 kg.

### Logo
Le logo de la compétition est dévoilé en décembre 2020. Il comprend la forme du trophée entouré de deux demi-cercles verts.

Logo de la Ligue Europa Conférence de 2021 à 2024.
Logo de la Ligue Conférence depuis 2024.

### Hymne
L'hymne de la compétition reprend celui de la Ligue Europa.

## Palmarès

### Palmarès par édition
| N°                      | Édition                 | Vainqueur               | Score                   | Finaliste               | Lieu de la finale          | Affluence               |
| Ligue Europa Conférence | Ligue Europa Conférence | Ligue Europa Conférence | Ligue Europa Conférence | Ligue Europa Conférence | Ligue Europa Conférence    | Ligue Europa Conférence |
| ----------------------- | ----------------------- | ----------------------- | ----------------------- | ----------------------- | -------------------------- | ----------------------- |
| 1                       | 2022                    | AS Rome                 | 1 – 0                   | Feyenoord Rotterdam     | Arena Kombëtare (Tirana)   | 19 597                  |
| 2                       | 2023                    | West Ham United         | 2 – 1                   | ACF Fiorentina          | Eden Aréna (Prague)        | 17 363                  |
| 3                       | 2024                    | Olympiakós              | 1 – 0 ap                | ACF Fiorentina          | Stade Agiá Sofiá (Athènes) | 26 842                  |
| Ligue Conférence        |                         |                         |                         |                         |                            |                         |
| 4                       | 2025                    | Chelsea FC              | 4 – 1                   | Real Betis              | Stade municipal (Wrocław)  | 39 754                  |
| 5                       | 2026                    |                         | –                       |                         | Zentralstadion (Leipzig)   |                         |
| 6                       | 2027                    |                         | –                       |                         | Stade Beşiktaş (Istanbul)  |                         |

### Palmarès par club
| Rang | Club                | Titres (éditions) | Finales perdues (éditions) |
| ---- | ------------------- | ----------------- | -------------------------- |
| 1    | AS Rome             | 1 (2022)          | 0                          |
| 1    | West Ham United     | 1 (2023)          | 0                          |
| 1    | Olympiakós          | 1 (2024)          | 0                          |
| 1    | Chelsea FC          | 1 (2025)          | 0                          |
| 5    | ACF Fiorentina      | 0                 | 2 (2023, 2024)             |
| 6    | Feyenoord Rotterdam | 0                 | 1 (2022)                   |
| 6    | Real Betis          | 0                 | 1 (2025)                   |

## Statistiques

### Meilleurs buteurs
Ce tableau présente le classement des dix meilleurs buteurs de l'histoire de la Ligue Conférence, tour de qualifications inclus.
| Rang | Joueur            | Période   | Clubs successifs               | Buts | Matchs |
| ---- | ----------------- | --------- | ------------------------------ | ---- | ------ |
| 1    | Arthur Cabral     | 2021-2023 | FC Bâle, ACF Fiorentina        | 21   | 28     |
| 2    | Eran Zahavi       | 2021-2024 | PSV Eindhoven,Maccabi Tel-Aviv | 19   | 24     |
| 3    | Hugo Cuypers      | 2022-2024 | KAA La Gantoise                | 16   | 22     |
| -    | Vangelis Pavlidis | 2021-2024 | AZ Alkmaar                     | 16   | 31     |
| 5    | Gift Orban        | 2022-2024 | KAA La Gantoise                | 14   | 16     |
| -    | Ricardo Gomes     | 2021-2023 | Partizan Belgrade              | 14   | 24     |
| 7    | Amahl Pellegrino  | 2021-2024 | FK Bodø/Glimt                  | 13   | 27     |
| 8    | Luis Sinisterra   | 2021-2022 | Feyenoord                      | 11   | 18     |
| -    | Ayoub El Kaabi    | 2023-2024 | Olympiakós                     | 11   | 9      |
| 10   | Nicolás González  | 2022-2024 | ACF Fiorentina                 | 10   | 26     |

### Meilleurs passeurs
Ce tableau présente le classement des dix meilleurs passeurs de l'histoire de la Ligue Conférence, tour de qualifications inclus.
| Rang | Joueur             | Période   | Clubs successifs                | Passes décisives | Matchs |
| ---- | ------------------ | --------- | ------------------------------- | ---------------- | ------ |
| 1    | Cristiano Biraghi  | 2022-2025 | ACF Fiorentina                  | 9                | 33     |
| 2    | Christian Kouamé   | 2022-2025 | ACF Fiorentina                  | 8                | 32     |
| -    | Darian Males       | 2021-2023 | FC Bâle                         | 8                | 28     |
| -    | Svit Seslar        | 2021-2025 | NK Olimpija Ljubljana, NK Celje | 8                | 18     |
| -    | Gabi Kanichowsky   | 2021-2024 | Maccabi Tel-Aviv                | 8                | 28     |
| 6    | Enzo Fernández     | 2024-2025 | Chelsea FC                      | 7                | 6      |
| -    | Hong Hyun-seok     | 2021-2025 | KAA La Gantoise                 | 7                | 39     |
| -    | Luis Sinisterra    | 2021-2022 | Feyenoord                       | 7                | 18     |
| -    | Vangelis Pavlidis  | 2021-2024 | AZ Alkmaar                      | 7                | 31     |
| -    | Jens Toornstra     | 2021-2022 | Feyenoord                       | 7                | 16     |
| -    | Árni Frederiksberg | 2021-2024 | KÍ Klaksvík                     | 7                | 13     |

### Nombre de participations
| Rang | Joueur                | Clubs                                       | Matchs | Buts |
| ---- | --------------------- | ------------------------------------------- | ------ | ---- |
| 1    | Sven Kums             | KAA La Gantoise (46)                        | 46     | 4    |
| 2    | Rolando Mandragora    | ACF Fiorentina (43)                         | 43     | 8    |
| 3    | Hong Hyun-Seok        | KAA La Gantoise (39)                        | 39     | 5    |
| 4    | Matisse Samoise       | KAA La Gantoise (38)                        | 38     | 1    |
| -    | Ibrahim Traoré        | Slavia Prague (22), Viktoria Plzeň (16)     | 38     | 7    |
| 6    | Pantelís Chatzidiákos | AZ Alkmaar (28), FC Copenhague (9)          | 37     | 2    |
| 7    | Davy Roef             | KAA La Gantoise (35)                        | 35     | -    |
| 8    | Hugo Vetlesen         | FK Bodø/Glimt (18), Club Bruges (16)        | 34     | 5    |
| 9    | Patryk Kun            | Raków Częstochowa (12), Legia Varsovie (21) | 33     | -    |
| -    | Michał Skóraś         | Lech Poznań (18), Club Bruges (15)          | 33     | 9    |

* Les joueurs participants actuellement à la Ligue Conférence 2024-2025 sont inscrits en caractères gras.